# ثورات 1848 في الإمبراطورية النمساوية

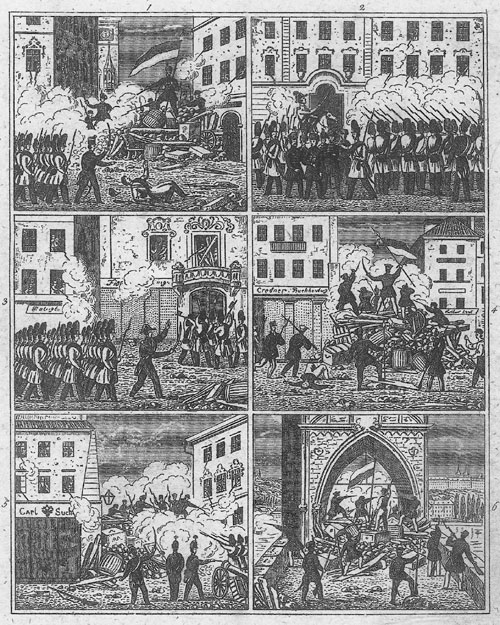
المتاريس في براغ خلال الأحداث الثورية.

حدثت مجموعة من الثورات في الإمبراطورية النمساوية من آذار 1848 إلى تشرين الثاني 1849. كان الكثير من النشاط الثوري ذا طابع قومي: الإمبراطورية، التي حكمت من فيينا، شملت الألمان العرقيين، المجريين، السلوفينيين، البولنديين، التشيك، السلوفاك، الروثينيين (الأوكرانيين)، الرومانيين، الكروات، الفينيسيين (الإيطاليين) والصرب. كلهم حاولوا أثناء الثورة إما تحقيق الحكم الذاتي أو الاستقلال أو حتى الهيمنة على القوميات الأخرى. كانت الصورة القومية أكثر تعقيداً بسبب الأحداث المتزامنة في الولايات الألمانية، والتي تحركت نحو وحدة وطنية ألمانية أكبر.
إلى جانب هؤلاء القوميين، قاومت التيارات الليبرالية وحتى الاشتراكية النزعة المحافظة القديمة للإمبراطورية.

## التذمر المبكر
كانت أحداث عام 1848 نتيجة تصاعد التوترات الاجتماعية والسياسية بعد مؤتمر فيينا عام 1815. خلال فترة «ما قبل آذار»، ابتعدت الإمبراطورية النمساوية المحافظة بالفعل عن أفكار عصر التنوير، وقيّدت حرية الصحافة، وقيّدت العديد من الأنشطة الجامعية، وحظرت الأخويات.

### الصراع الاجتماعي والسياسي

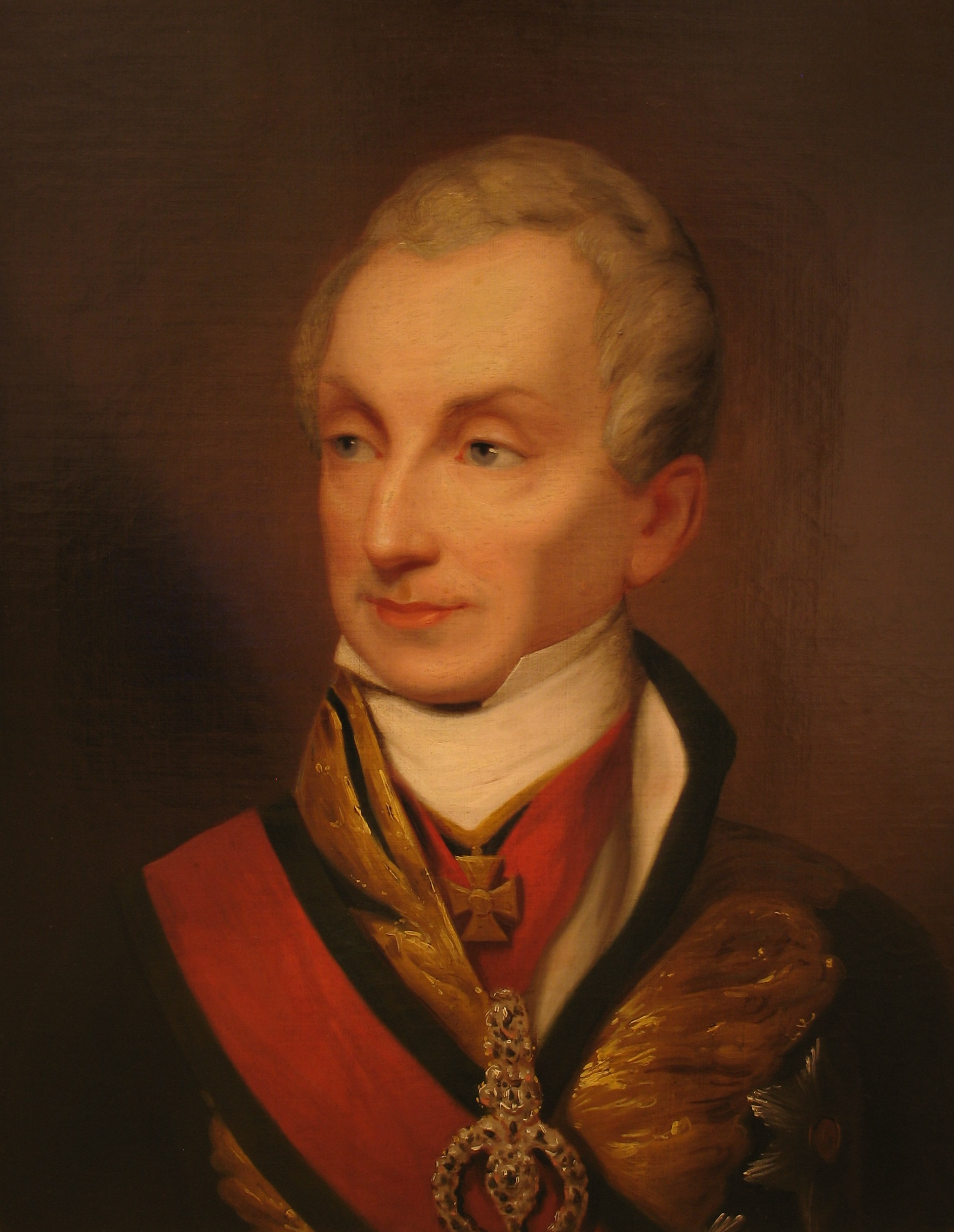
مترنيش في أربعينيات القرن التاسع عشر

أدت النزاعات بين المدينين والدائنين في الإنتاج الزراعي وكذلك حول حقوق استخدام الأراضي في أجزاء من المجر إلى صراعات اندلعت في بعض الأحيان إلى أعمال عنف. كان الصراع على الدين المنظم منتشرًا في أوروبا قبل عام 1848. جاء التوتر من داخل الكاثوليكية وبين أعضاء الطوائف المختلفة. غالبًا ما كانت هذه النزاعات مختلطة بالصراع مع الدولة. كانت صراعات الدولة مهمة للثوار بما في ذلك القوات المسلحة وتحصيل الضرائب. مع اقتراب عام 1848، أدت الثورات التي سحقتها الإمبراطورية للحفاظ على الوزير المحافظ كليمنس وينزل فون مترنيخ في " حفل أوروبا" إلى إفلاس الإمبراطورية تقريبًا وفي حاجة مستمرة إلى الجنود. أدت مسودة اللجان إلى مشاجرات بين الجنود والمدنيين. كل هذا زاد من إثارة قلق الفلاحين الذين استاءوا من التزاماتهم الإقطاعية المتبقية.
على الرغم من عدم وجود حرية الصحافة وتكوين الجمعيات، كانت هناك ثقافة ألمانية ليبرالية مزدهرة بين الطلاب والمتعلمين سواء في مدارس جوزفين أو الجامعات الألمانية. نشروا كتيبات وصحف تناقش التعليم واللغة. تم افتراض الحاجة إلى الإصلاحات الليبرالية الأساسية. لقد أدرك هؤلاء الليبراليون من الطبقة الوسطى وقبلوا إلى حد كبير أن العمل الجبري غير فعال، وأن الإمبراطورية يجب أن تتبنى نظام العمل المأجور. كان السؤال هو كيفية إجراء مثل هذه الإصلاحات.
تضمنت الأندية الليبرالية البارزة في ذلك الوقت في فيينا نادي القراءة القانونية السياسية (تأسس عام 1842) وجمعية كونكورديا (1840). كانوا، مثل رابطة المصنعين النمساويين السفلى (1840) جزءًا من ثقافة انتقدت حكومة ميترنيخ من مقاهي المدينة وصالوناتها وحتى مراحلها، ولكن قبل عام 1848 لم تمتد مطالبهم حتى إلى الدستورية أو حرية التجمع، الجمهورية وحدها. لقد دعوا فقط إلى تخفيف الرقابة، وحرية الدين، والحريات الاقتصادية، وقبل كل شيء، إدارة أكثر كفاءة. كانوا يعارضون السيادة الشعبية الصريحة والامتياز العالمي.
أكثر إلى اليسار كان التطرف، الفقير المثقفين. كانت فرص التعليم في النمسا في أربعينيات القرن التاسع عشر قد تجاوزت بكثير فرص العمل للمتعلمين. 

### السبب المباشر لاندلاع العنف
في عام 1846 كانت هناك انتفاضة للنبلاء البولنديين في غاليسيا النمساوية، والتي لم يتم التصدي لها إلا عندما انتفض الفلاحون بدورهم ضد النبلاء. تميزت الأزمة الاقتصادية 1845-1847 بالركود ونقص الغذاء في جميع أنحاء القارة. في نهاية فبراير 1848، اندلعت المظاهرات في باريس. تخلى لويس فيليب من فرنسا عن العرش، مما أثار ثورات مماثلة في جميع أنحاء القارة.

## ثورة في الأراضي النمساوية

### الانتصار المبكر يؤدي إلى التوتر

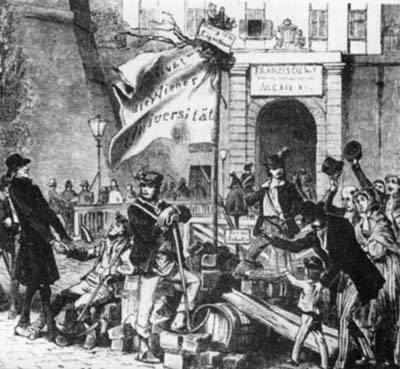
لعب الفيلق الأكاديمي لطلاب فيينا دورًا رئيسياً في الإطاحة بحكومة Metternich والتعجيل بتقاعده في 13 آذار 1848.

بعد ورود أنباء عن انتصارات فبراير في باريس، حدثت انتفاضات في جميع أنحاء أوروبا، بما في ذلك فيينا، حيث طالب البرلمان النمساوي السفلى في آذار باستقالة الأمير ميترنيخ، وزير الدولة المحافظ ووزير الخارجية. مع عدم وجود قوى تحشد للدفاع عن ميترنيخ، ولا كلمة من فرديناند الأول من النمسا تشير إلى عكس ذلك، استقال في 13 آذار. هرب مترنيخ إلى لندن،  وعين فرديناند وزراء جدد ليبراليين اسمياً. بحلول تشرين الثاني، شهدت الإمبراطورية النمساوية عدة حكومات ليبرالية قصيرة العمر تحت قيادة خمسة وزراء متعاقبين - رئيس النمسا: الكونت كولورات (17 آذار - 4 نيسان)، الكونت فيكويلمونت (4 نيسان - 3 أيار)، بارون بيلرسدورف (3 أيار - 8 يوليو))، Baron Doblhoff-Dier (8 يوليو - 18 يوليو) وBaron Wessenberg (19 يوليو - 20 تشرين الثاني). 
انهار النظام القائم بسرعة بسبب ضعف الجيوش النمساوية. لم يكن المشير جوزيف راديتزكي قادرًا على إبقاء جنوده يقاتلون متمردي البندقية وميلانو في لومباردي فينيسيا، واضطر، بدلاً من ذلك، إلى أن يأمر القوات المتبقية بالإخلاء.
هدأ الصراع الاجتماعي والسياسي وكذلك العداء بين الطوائف وداخلها مؤقتًا مع ابتهاج جزء كبير من القارة بالانتصارات الليبرالية. انتشرت المنظمات السياسية الجماهيرية والمشاركة العامة في الحكومة.

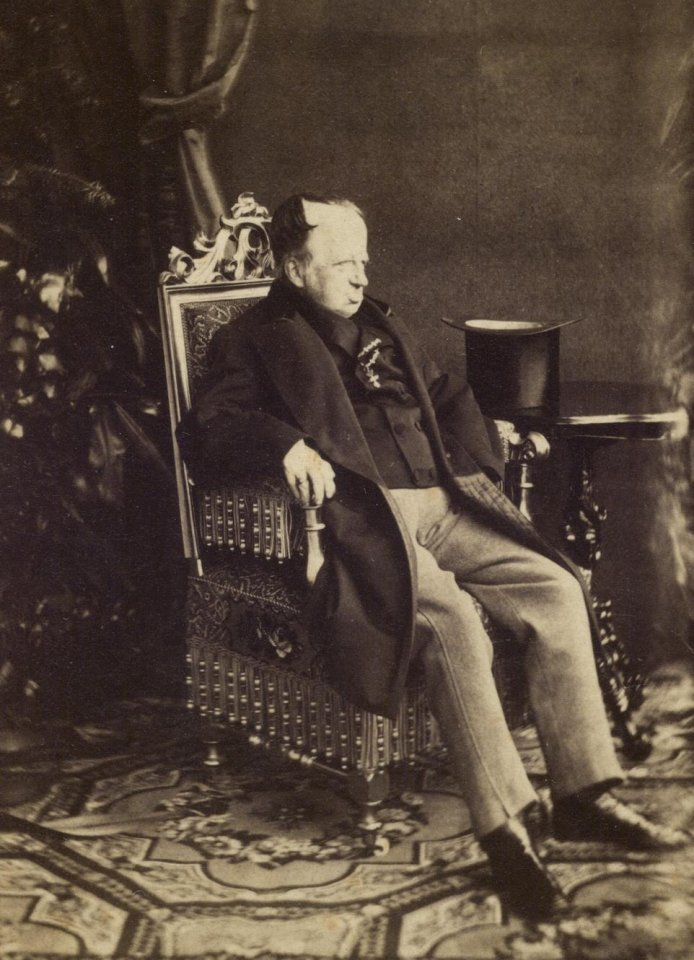
صورة للمسن فرديناند مؤرخة حوالي عام 1870

ومع ذلك، لم يتمكن الوزراء الليبراليون من إنشاء سلطة مركزية. عبرت الحكومات المؤقتة في البندقية وميلانو بسرعة عن رغبتها في أن تكون جزءًا من اتحاد دول إيطالي؛ لكن بالنسبة لحكومة البندقية، استمر هذا لمدة خمسة أيام فقط، بعد هدنة عام 1848 بين النمسا وبيدمونت. أعلنت حكومة مجرية جديدة في بشت نيتها للانفصال عن الإمبراطورية وانتخاب فرديناند ملكها، وأعلنت اللجنة الوطنية البولندية الشيء نفسه لمملكة غاليسيا ولودوميريا.

### التوترات الاجتماعية والسياسية بعد «ربيع الشعوب»
تم النظر إلى انتصار حزب الحركة على أنه فرصة للطبقات الدنيا لتجديد الصراعات القديمة بمزيد من الغضب والطاقة. حدثت عدة مقاطعات ضريبية ومحاولات قتل لجامعي الضرائب في فيينا. كانت الاعتداءات على الجنود شائعة، بما في ذلك ضد قوات راديتزكي المنسحبة من ميلانو. اضطر رئيس أساقفة فيينا إلى الفرار، ودُمر دير اليسوعيين في غراتس.
أصبحت مطالب القومية وتناقضاتها واضحة عندما بدأت الحكومات الوطنية الجديدة في إعلان القوة والوحدة. بدأ تشارلز ألبرت ملك سردينيا، ملك بيدمونت سافوي، حربًا قومية في 23 آذار في المقاطعات الإيطالية الشمالية الخاضعة للسيطرة النمساوية والتي من شأنها أن تستهلك انتباه شبه الجزيرة بأكملها. واجهت الحركة القومية الألمانية مسألة ما إذا كان ينبغي إدراج النمسا في الدولة الألمانية الموحدة أم لا، وهو مأزق أدى إلى تقسيم الجمعية الوطنية في فرانكفورت. كان الوزراء الليبراليون في فيينا على استعداد للسماح بإجراء انتخابات الجمعية الوطنية الألمانية في بعض أراضي هابسبورغ، ولكن لم يتم تحديد أي أراضي هابسبورغ ستشارك. من الواضح أن المجر وغاليسيا لم تكن ألمانيا؛ شعر القوميون الألمان (الذين سيطروا على النظام الغذائي البوهيمي) أن أراضي التاج القديم تنتمي بحق إلى دولة ألمانية موحدة، على الرغم من حقيقة أن غالبية سكان بوهيميا ومورافيا يتحدثون التشيكية - وهي لغة سلافية. اعتبر القوميون التشيكيون اللغة أكثر أهمية بكثير، ودعوا إلى مقاطعة انتخابات برلمان فرانكفورت في بوهيميا ومورافيا وسيليسيا النمساوية المجاورة (أيضاً الناطقة جزئياً باللغة التشيكية). نمت التوترات في براغ بين القوميين الألمان والتشيك بسرعة بين نيسان وأيار. بعد إلغاء القنانة في 17 نيسان مجلس الروذنثية العليا تأسست في غاليسيا لتعزيز توحيد الأوكرانية العرقية أراضي غاليسيا الشرقية، ترانسكارباثيا وبوكوفينا في مقاطعة واحدة. تم افتتاح قسم اللغة الأوكرانية في جامعة لفيف، وبدأت أول صحيفة أوكرانية Zoria Halytska النشر في لفيف في 15 أيار 1848. في 1 يوليو، تم إلغاء القنانة أيضاً في بوكوفينا.

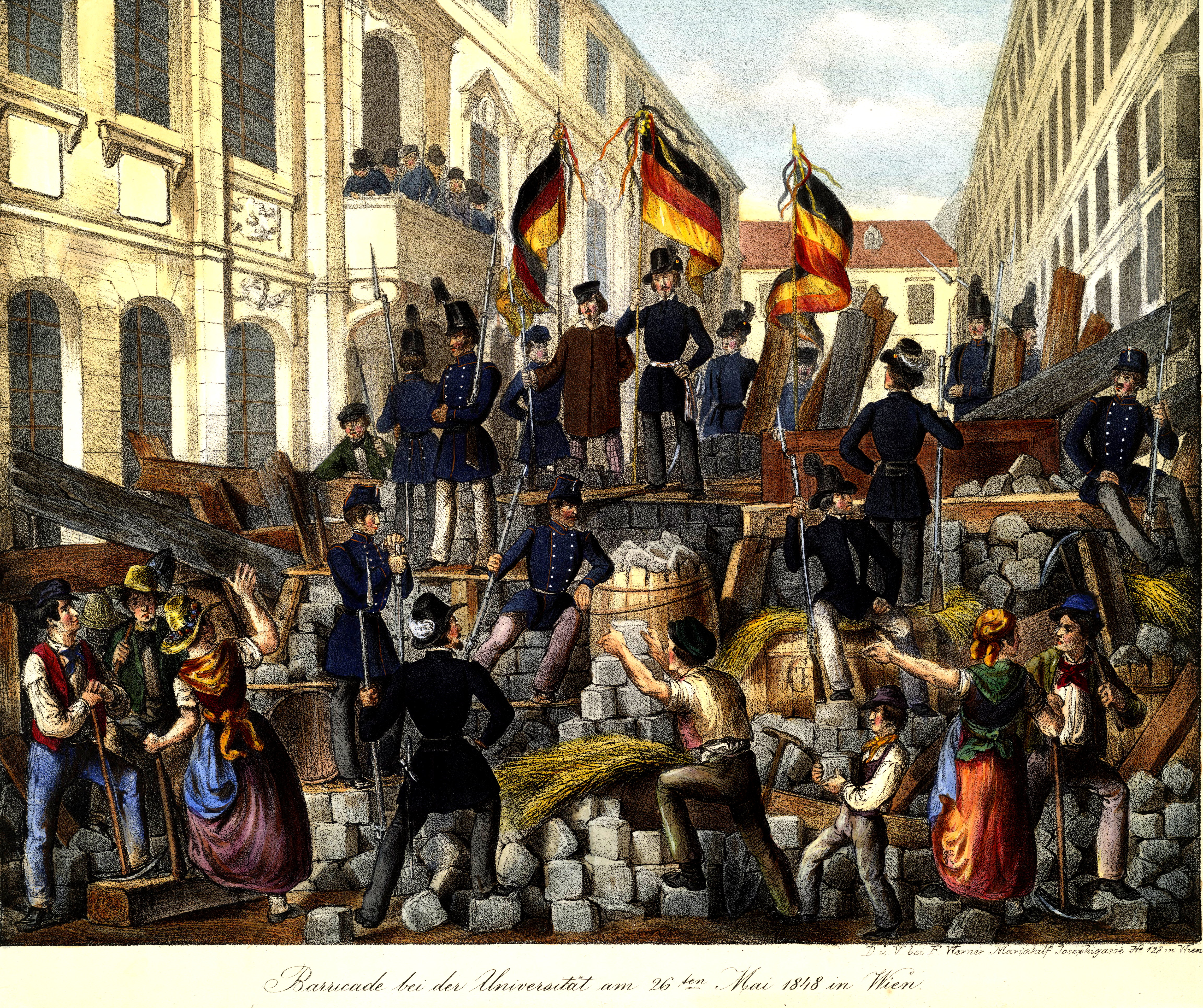
فيينا في أيار 1848

بحلول أوائل الصيف، تم الإطاحة بالأنظمة المحافظة، وتم إدخال حريات جديدة (بما في ذلك حرية الصحافة وحرية تكوين الجمعيات)، وظهرت مطالبات قومية متعددة. سرعان ما أجرت البرلمانات الجديدة انتخابات بامتياز واسع لإنشاء مجالس تأسيسية، والتي ستكتب دساتير جديدة. أسفرت الانتخابات التي أجريت عن نتائج غير متوقعة. الناخبون الجدد، الساذجون والمربكون من قوتهم السياسية الجديدة، ينتخبون عادة ممثلين محافظين أو ليبراليين معتدلين. الراديكاليون، الذين أيدوا الامتياز الأوسع، خسروا في ظل النظام الذي دافعوا عنه لأنهم لم يكونوا الرجال المؤثرين والأثرياء محلياً. أدت النتائج المتباينة إلى مواجهات شبيهة بانتفاضة «أيام حزيران» في باريس. بالإضافة إلى ذلك، تم تكليف هذه الجمعيات التأسيسية بالمهمة المستحيلة المتمثلة في إدارة كل من احتياجات شعب الولاية وتحديد ما هي هذه الحالة جسدياً في نفس الوقت. تم تقسيم الجمعية التأسيسية النمساوية إلى فصيل تشيكي، وفصيل ألماني، وفصيل بولندي، وداخل كل فصيل كان الطيف السياسي بين اليسار واليمين. خارج المجلس، آذارت الالتماسات والصحف والمظاهرات الجماهيرية والنوادي السياسية ضغوطًا على الحكومات الجديدة وغالبًا ما عبرت بعنف عن العديد من المناقشات التي كانت تحدث داخل الجمعية نفسها.
عقد التشيك مؤتمر عموم السلافية في براغ بين 2 يونيو و12 يونيو 1848. كانت تتألف أساسا من Austroslavs الذين يريدون المزيد من الحرية داخل الإمبراطورية، ولكن وضعهم باعتبارهم الفلاحين والبروليتاريا تحيط بها طبقة وسطى الألمانية محكوم استقلاليتها. كما أنهم كرهوا احتمال ضم بوهيميا إلى الإمبراطورية الألمانية.

### الثورة المضادة

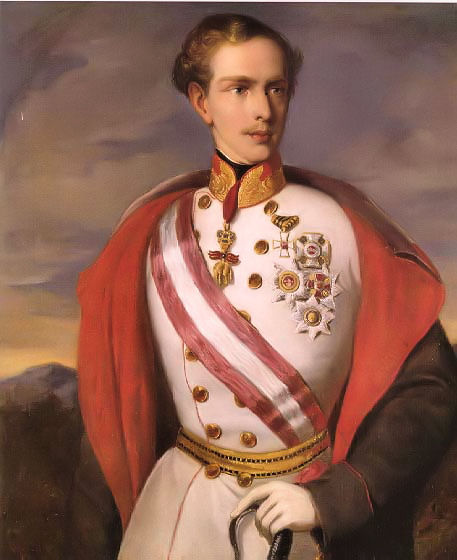
الإمبراطور الشاب فرانز جوزيف

وسرعان ما خسر المتمردون في قتال الشوارع لصالح قوات الملك فرديناند بقيادة الجنرال راديتزكي، مما دفع العديد من وزراء الحكومة الليبرالية إلى الاستقالة احتجاجًا. فرديناند، الذي عاد الآن إلى السلطة في فيينا، عين المحافظين في أماكنهم. كانت هذه الإجراءات بمثابة ضربة كبيرة للثوار، وبحلول أغسطس كان معظم شمال إيطاليا تحت سيطرة راديتزكي.
في بوهيميا، كان قادة كل من الحركتين القومية الألمانية والتشيكية ملكيين دستوريين موالين لإمبراطور هابسبورغ. بعد أيام قليلة فقط من استعادة الإمبراطور شمال إيطاليا، اتخذ ألفريد الأول، أمير Windisch-Grätz، إجراءات استفزازية في براغ لتحفيز القتال في الشوارع. بمجرد ارتفاع المتاريس، قاد قوات هابسبورغ لسحق المتمردين. بعد استعادة المدينة، فرض الأحكام العرفية، وأمر بحل اللجنة الوطنية في براغ، وأرسل المندوبين إلى مقر الكونغرس «السلافي». أشاد القوميون الألمان بهذه الأحداث، الذين فشلوا في فهم أن جيش هابسبورغ سوف يسحق حركتهم الوطنية أيضاً.
ثم تحول الانتباه إلى المجر. هددت الحرب في المجر مرة أخرى الحكم الإمبراطوري ودفعت الإمبراطور فرديناند وحاشيته إلى الفرار مرة أخرى من فيينا. رحب الراديكاليون في فيينا بوصول القوات المجرية باعتبارها القوة الوحيدة القادرة على الوقوف في وجه المحكمة والوزارة. سيطر المتطرفون على المدينة لفترة قصيرة فقط. قاد Windisch-Grätz جنوداً من بروسيا لهزيمة المتمردين بسرعة. أعاد Windisch-Grätz السلطة الإمبراطورية إلى المدينة. كان يُنظر إلى إعادة احتلال فيينا على أنها هزيمة للقومية الألمانية. في هذه المرحلة، عين فرديناند الأول الأمير النبيل فيليكس من شوارزنبرج رئيسًا للحكومة. أقنع شوارزنبرج، وهو رجل دولة ماهر، فرديناند الضعيف التفكير بالتنازل عن العرش لابن أخيه فرانز جوزيف البالغ من العمر 18 عامًا. واصل البرلمانيون النقاش، لكن لم يكن لديهم أي سلطة على سياسة الدولة.
هزم آل هابسبورغ الثورتين التشيكية والإيطالية. كانت براغ أول انتصار للثورة المضادة في الإمبراطورية النمساوية.
تمت إعادة لومباردي-فينيتيا بسرعة تحت الحكم النمساوي في البر الرئيسي، حتى بسبب تلاشي الدعم الشعبي للثورة: غالبًا ما اقتصرت المثل الثورية على جزء من الطبقات الوسطى والعليا، والتي فشلت في كسب «قلوب وعقول» الطبقات الدنيا ولإقناع السكان بالقومية الإيطالية. في الواقع، كان معظم الطبقات الدنيا غير مبالٍ تمامًا، وفي الواقع ظل جزء كبير من القوات اللومباردية والبندقية موالين. كان الدعم الوحيد الواسع النطاق للثورة في مدينتي ميلانو والبندقية، حيث استمرت جمهورية سان ماركو تحت الحصار حتى 28 أغسطس 1849 .

## ثورة في مملكة المجر
أعيد عقد النظام الغذائي المجري في عام 1825 للتعامل مع الاحتياجات المالية. ظهر حزب ليبرالي في البرلمان. ركز الحزب على إعالة الفلاحين بطرق رمزية في الغالب بسبب عدم قدرتهم على فهم احتياجات العمال. برز لويوش كوشوت كزعيم لطبقة النبلاء الدنيا في النظام الغذائي.

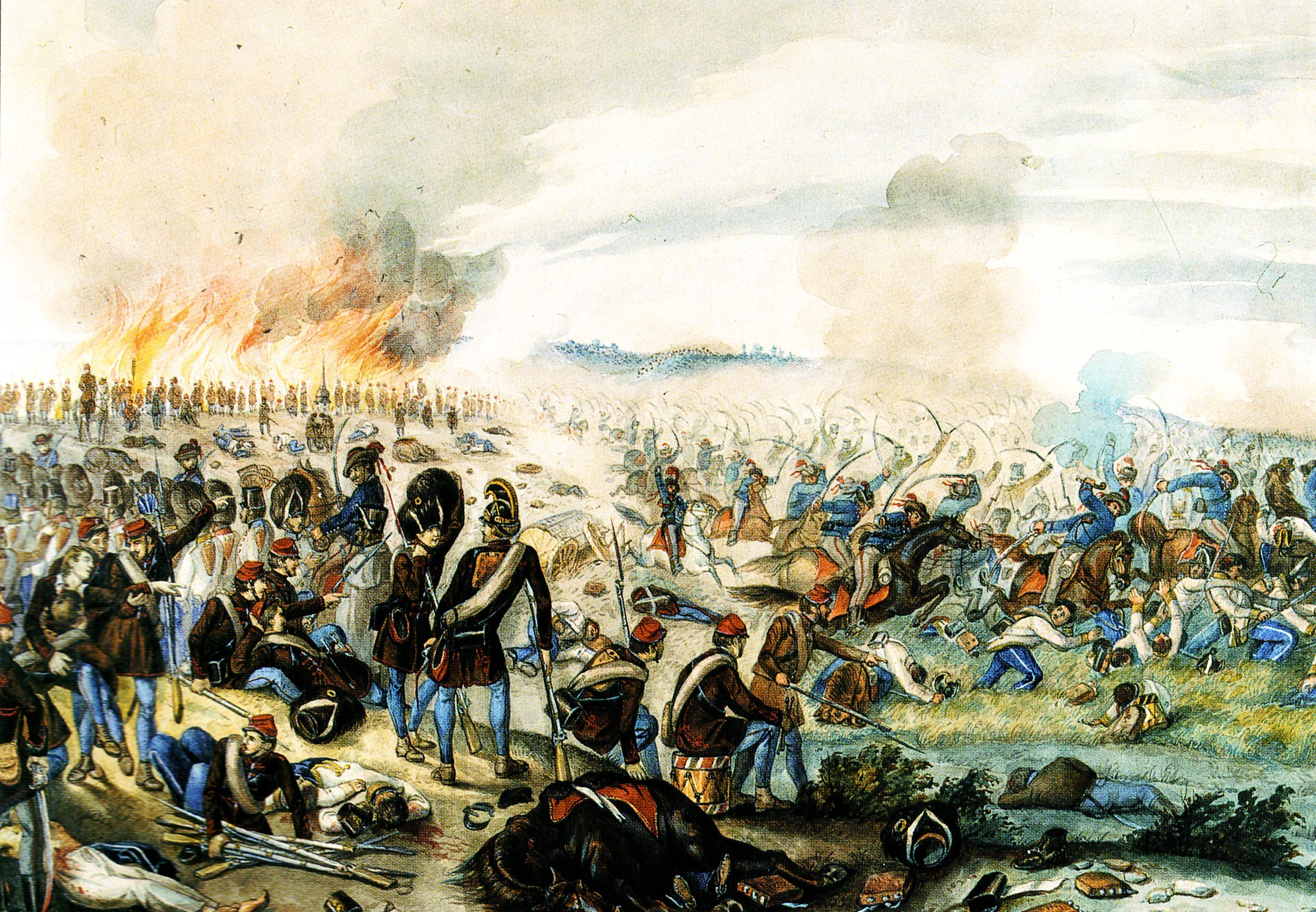
المتمردون المجريون في معركة أثناء الثورة المجرية

في عام 1848، وصلت أنباء اندلاع الثورة في باريس عندما تولى مجلس الوزراء الوطني الجديد السلطة في عهد كوسوث، ووافق البرلمان على حزمة إصلاح شاملة، يشار إليها باسم «قوانين نيسان» (أيضاً «قوانين آذار»)، والتي تغيرت تقريبًا كل جانب من جوانب الحياة الاقتصادية والاجتماعية والسياسية في المجر: (تستند قوانين نيسان إلى 12 نقطة:
- حرية الصحافة (إلغاء الرقابة ومكاتب الرقيب)
- الوزارات الخاضعة للمساءلة في بودا وبيست (بدلاً من التعيين الملكي البسيط للوزراء، يجب انتخاب وعزل جميع الوزراء والحكومة من قبل البرلمان)
- دورة برلمانية سنوية في مكافحة الحشرات. (بدلاً من الجلسات المخصصة النادرة التي دعا إليها الملك)
- المساواة المدنية والدينية أمام القانون. (إلغاء قوانين منفصلة لعامة الناس والنبلاء، وإلغاء الامتيازات القانونية للنبلاء. الحرية الدينية الكاملة بدلاً من التسامح المعتدل: إلغاء دين الدولة (الكاثوليكي))
- الحرس الوطني. (تشكيل الحرس الوطني المجري الخاص بهم، عمل كقوة شرطة للحفاظ على القانون والنظام أثناء انتقال النظام، وبالتالي الحفاظ على أخلاق الثورة)
- الحصة المشتركة من الأعباء الضريبية. (إلغاء الإعفاء الضريبي للنبلاء، وإلغاء الجمارك وإعفاء النبلاء من الرسوم الجمركية)
- إلغاء سوسيج. (إلغاء الإقطاعية وإلغاء عبودية الفلاحين وعبادتهم)
- هيئات المحلفين والتمثيل على قدم المساواة. (يمكن انتخاب عامة الناس كمحلفين في المحاكم القانونية، ويمكن لجميع الأشخاص أن يكونوا مسؤولين حتى على أعلى مستويات الإدارة العامة والسلطة القضائية، إذا كان لديهم التعليم المنصوص عليه)
- البنك الوطني.
- على الجيش أن يقسم على دعم الدستور، ولا ينبغي إرسال جنودنا إلى الخارج، وعلى الجنود الأجانب مغادرة بلادنا.
- إطلاق سراح المعتقلين السياسيين.
- اتحاد. (مع ترانسيلفانيا)[4]

لم يكن من السهل على المحكمة الإمبراطورية قبول هذه المطالب، ومع ذلك، فإن وضعها الضعيف لم يوفر سوى القليل من الخيارات. كانت إحدى المهام الأولى لمجلس الدايت هي إلغاء القنانة، والتي أُعلن عنها في 18 آذار 1848.
وضعت الحكومة المجرية قيوداً على النشاط السياسي لكل من الحركات القومية الكرواتية والرومانية. كان للكروات والرومانيين رغباتهم الخاصة في الحكم الذاتي ولم يروا أي فائدة في استبدال حكومة مركزية بأخرى. وتلا ذلك اشتباكات مسلحة بين الهنغاريين والكروات والرومانيين والصرب على طول إحدى الحدود والسلوفاك من ناحية أخرى. في بعض الحالات، كان هذا استمرارًا وتصعيداً للتوترات السابقة، مثل ضحايا يوليو 1845 في كرواتيا.
قطعت مملكة هابسبورغ الكرواتية ومملكة سلافونيا العلاقات مع الحكومة المجرية الجديدة في بيست وكرست نفسها للقضية الإمبراطورية. المحافظ يوسب يلاتشيتش، الذي تم تعيينه بان الجديد لكرواتيا سلافونيا في آذار من قبل المحكمة الإمبراطورية، تمت إزالته من منصبه من قبل الحكومة الملكية الدستورية المجرية. رفض التخلي عن سلطته باسم الملك. وهكذا، كانت هناك حكومتان في المجر تصدران أوامر متناقضة باسم فرديناند فون هابسبورغ.

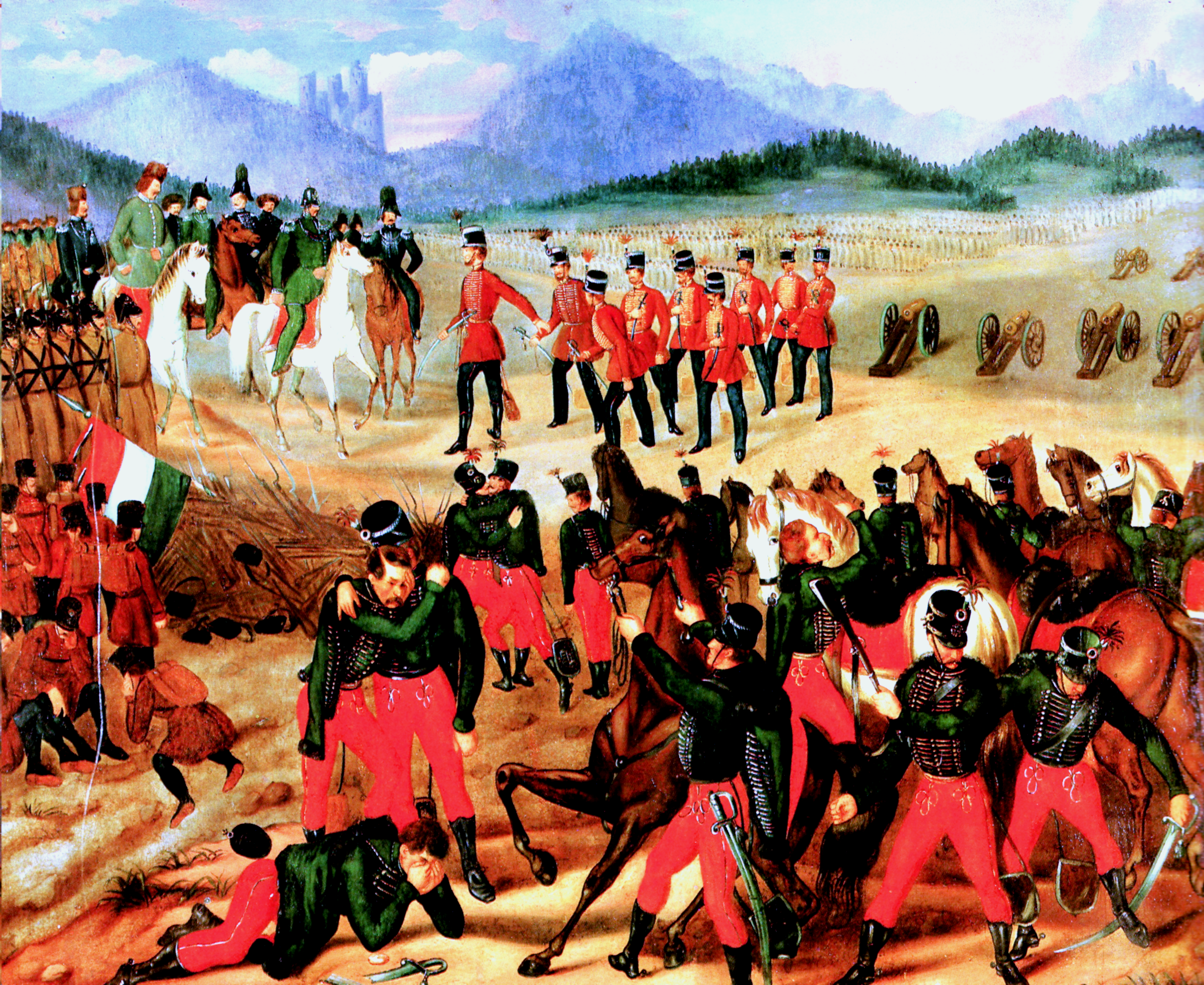
استسلام الجيش المجري في فيلاجوس 1849

وإدراكًا منهم أنهم كانوا في طريقهم إلى الحرب الأهلية في منتصف عام 1848، حاول وزراء الحكومة الهنغارية الحصول على دعم هابسبورغ ضد يلاتشيتش من خلال عرض إرسال قوات إلى شمال إيطاليا. بالإضافة إلى ذلك، حاولوا التصالح مع Jelačić نفسه، لكنه أصر على إضفاء الطابع المركزي على سلطة هابسبورغ كشرط مسبق لأي محادثات. بحلول نهاية أغسطس، أمرت الحكومة الإمبراطورية في فيينا رسمياً الحكومة المجرية في بيست بإنهاء خطط الجيش المجري. ثم قام Jelači بعمل عسكري ضد الحكومة المجرية دون أي أمر رسمي.
عقدت الجمعية الوطنية للصرب في الإمبراطورية النمساوية بين 1 و3 أيار 1848 في سريمسكي كارلوفيتشي، حيث أعلن الصرب خلالها عن استقلال هابسبورغ التاج الصربي فويفودينا. بدأت الحرب، مما أدى إلى اشتباكات على هذا النحو في سربوبران، حيث في 14 يوليو 1848، بدأ أول حصار للمدينة من قبل القوات المجرية تحت قيادة البارون فولوب بيرشتولد. اضطر الجيش إلى التراجع بسبب الدفاع الصربي القوي. مع احتدام الحرب على ثلاث جبهات (ضد الرومانيين والصرب في بنات وباكا، والرومانيين في ترانسيلفانيا)، رأى المتطرفون المجريون في بيست هذه فرصة. وقدم البرلمان تنازلات للمتطرفين في سبتمبر بدلا من السماح للأحداث بالتحول إلى مواجهات عنيفة. بعد ذلك بوقت قصير، حدث الاستراحة النهائية بين فيينا وبشت عندما تم منح المشير فرانز فيليب فون لامبرج السيطرة على جميع الجيوش في المجر (بما في ذلك Jelači). رداً على هجوم لامبرج عند وصوله إلى المجر بعد أيام قليلة، أمرت المحكمة الإمبراطورية بحل البرلمان والحكومة المجريين. تم تعيين Jelači ليحل محل لامبرج. بدأت الحرب بين النمسا والمجر رسمياً.
أدت الحرب إلى أزمة أكتوبر في فيينا، عندما هاجم المتمردون حامية في طريقها إلى المجر لدعم القوات الكرواتية تحت قيادة Jelači.
بعد استعادة فيينا من قبل القوات الإمبراطورية، تم إرسال الجنرال Windischgrätz و70000 جندي إلى المجر لسحق الثورة المجرية ومع تقدمهم، قامت الحكومة المجرية بإجلاء بشت. ومع ذلك، اضطر الجيش النمساوي إلى التراجع بعد هزائم ثقيلة في حملة الربيع للجيش المجري من آذار إلى أيار 1849. بدلاً من مطاردة الجيش النمساوي، توقف المجريون عن استعادة حصن بودا وأعدوا الدفاعات. في يونيو 1849، دخلت القوات الروسية والنمساوية إلى المجر عدداً يفوق عدد الجيش المجري. تنازل Kossuth في 11 أغسطس 1849 لصالح Artúr Görgey، الذي كان يعتقد أنه الجنرال الوحيد القادر على إنقاذ الأمة. ومع ذلك، في أيار 1849، تعهد القيصر نيكولاس الأول بمضاعفة جهوده ضد الحكومة المجرية. بدأ هو والإمبراطور فرانز جوزيف في جمع وإعادة تسليح جيش بقيادة أنطون فوغل، الملازم الميداني النمساوي.  كان القيصر يستعد أيضاً لإرسال 30 ألف جندي روسي من بولندا إلى جبال الكاربات الشرقية.
في 13 أغسطس، بعد عدة هزائم مريرة في وضع ميؤوس منه، وقع غورجي على استسلام في فيلاجوس (الآن سيريا، رومانيا) للروس، الذين سلموا الجيش إلى النمساويين.

### انتفاضة غرب سلوفاكيا

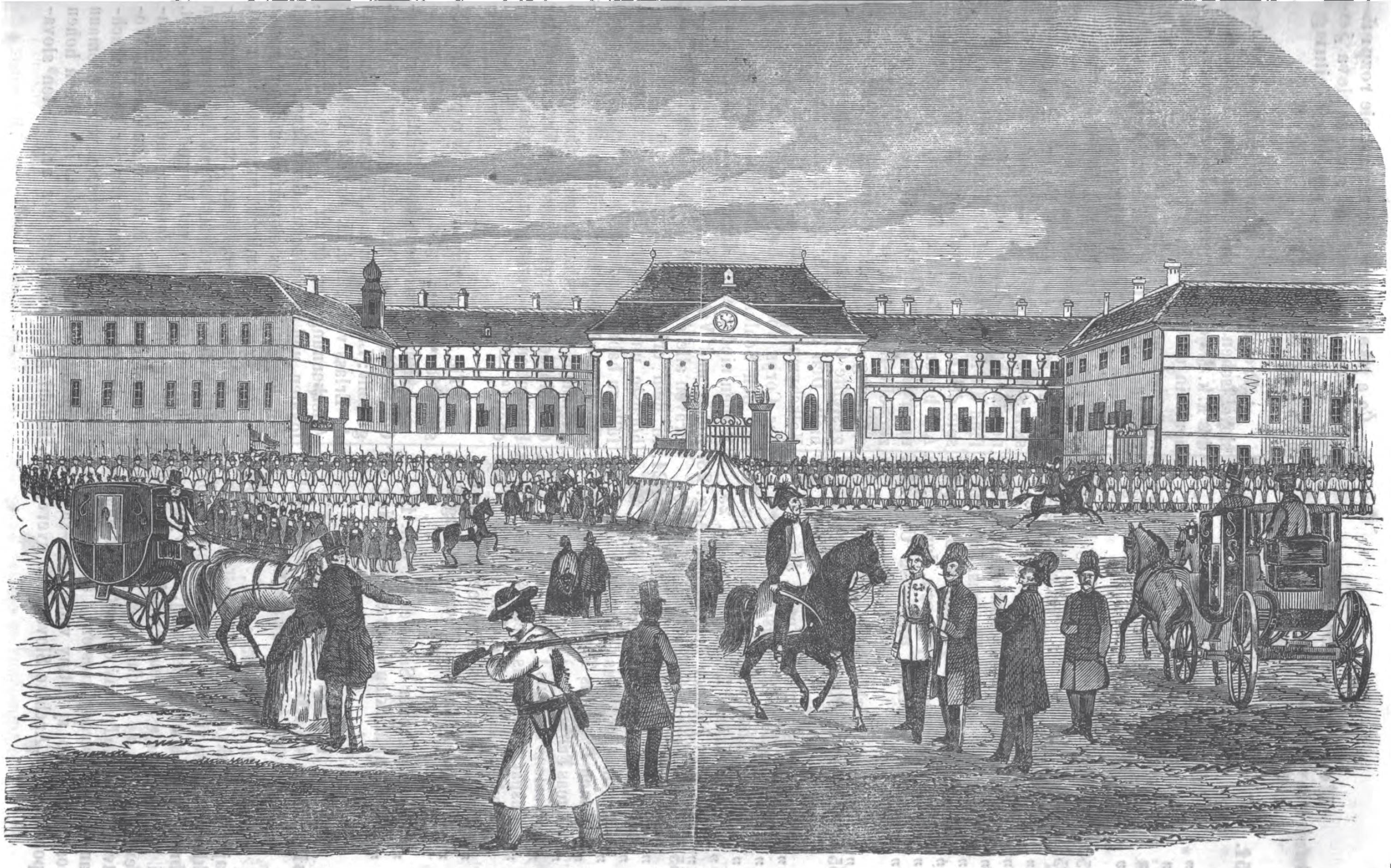
فيلق المتطوعين السلوفاكية.

كان السلوفاكية انتفاضة انتفاضة من السلوفاك ضد المجرية (الهنغارية أي العرقي) الهيمنة في الأجزاء الغربية من أعالي المجر (في الوقت الحاضر الغربية سلوفاكيا)، داخل الثورة 1848-1849 في ملكية هابسبورغ. استمرت من سبتمبر 1848 إلى تشرين الثاني 1849. خلال هذه الفترة، أنشأ الوطنيون السلوفاكيون المجلس الوطني السلوفاكي لتمثيلهم السياسي والوحدات العسكرية المعروفة باسم فيلق المتطوعين السلوفاكيين. تم إعلان المتطلبات السياسية والاجتماعية والوطنية للحركة السلوفاكية في الوثيقة المعنونة «مطالب الأمة السلوفاكية» الصادرة في نيسان 1848.

## الموجة الثانية من الثورات
واجهت الحركات الثورية لعام 1849 تحدياً إضافياً: العمل معًا لهزيمة عدو مشترك. في السابق، سمحت الهوية الوطنية لقوات هابسبورغ بقهر الحكومات الثورية من خلال التلاعب بها. مبادرات ديمقراطية جديدة في إيطاليا في ربيع عام 1848 أدى إلى تجدد الصراع مع القوات النمساوية في مقاطعتي لومباردي وفينيسيا. في الذكرى الأولى للحواجز الأولى في فيينا، وافق الديمقراطيون الألمان والتشيك في بوهيميا على تنحية العداوات المتبادلة جانبًا والعمل معًا على التخطيط الثوري. واجه المجريون التحدي الأكبر في التغلب على الانقسامات التي حدثت في العام السابق، حيث كان القتال هناك هو الأشد مرارة. على الرغم من ذلك، استأجرت الحكومة المجرية قائداً جديداً وحاولت الاتحاد مع الديمقراطي الروماني أفرام إيانكو، الذي كان يُعرف باسم Crăişorul Munţilor («أمير الجبال»). ومع ذلك، كان الانقسام وانعدام الثقة قاسين للغاية.
بعد ثلاثة أيام من بدء الأعمال العدائية في إيطاليا، تنازل تشارلز ألبرت من سردينيا عن عرش بيدمونت-سافوي، منهياً بشكل أساسي عودة بيدمونت إلى الحرب. كلفت الصراعات العسكرية المتجددة الإمبراطورية القليل المتبقي من مواردها المالية. جاء التحدي الآخر لسلطة هابسبورغ من ألمانيا ومسألة إما «ألمانيا الكبرى» (ألمانيا الموحدة بقيادة النمسا) أو «ألمانيا الصغيرة» (ألمانيا الموحدة بقيادة بروسيا). اقترحت الجمعية الوطنية في فرانكفورت دستوراً مع فريدريش فيلهلم من بروسيا كملك لألمانيا الفيدرالية الموحدة المكونة من أراضي «ألمانية» فقط. كان من الممكن أن يؤدي هذا إلى تقليص العلاقة بين النمسا والمجر (كمنطقة «غير ألمانية») إلى اتحاد شخصي في ظل أسرة هابسبورغ، بدلاً من دولة موحدة، وهو ترتيب غير مقبول لكل من الليبراليين الهابسبورغيين والنمساويين الألمان في النمسا. في النهاية، رفض فريدريك فيلهلم قبول الدستور الذي كتبته الجمعية. حل شوارزنبرج البرلمان المجري في عام 1849، وفرض دستوره الخاص الذي لم يعترف بأي شيء للحركة الليبرالية. عيّن ألكسندر باخ رئيسًا للشؤون الداخلية، وأشرف على إنشاء نظام باخ، الذي اقتلع المعارضة السياسية واحتوى على الليبراليين داخل النمسا وسرعان ما أعاد الوضع الراهن. بعد ترحيل لويوش كوشوت، الزعيم الهنغاري القومي، واجه شوارزنبرج انتفاضات المجريين. من خلال اللعب على التقليد الروسي القديم المتمثل في المحافظة، أقنع القيصر نيكولاس الأول بإرسال القوات الروسية. سرعان ما دمر الجيش الروسي التمرد، مما أجبر المجريين على العودة تحت السيطرة النمساوية. في أقل من ثلاث سنوات، عاد شوارزنبرج الاستقرار والسيطرة إلى النمسا. ومع ذلك، أصيب شوارزنبرج بجلطة دماغية عام 1852، وفشل خلفاؤه في الحفاظ على السيطرة التي حافظ عليها شوارزنبرج بنجاح.

## نجاح الفلاحين
لكن هل كانت الثورات فاشلة؟ إنها وجهة نظر سائدة، إذا تمت ملاحظة الأحداث من خلال عدسة القومية التي عفا عليها الزمن. لكن هذه الأيديولوجية لم تصبح الطريقة «العادية» المقبولة لتأسيس وإضفاء الشرعية على الدول في جميع أنحاء أوروبا إلا بعد الحرب العظمى. في منتصف القرن التاسع عشر، كان أكثر من 90٪ من سكان الإمبراطورية النمساوية والاتحاد الألماني من الفلاحين. عانى معظمهم من إهانة القنانة أو بعض العناصر العالقة في نظام العمل القسري هذا. اشتملت ثورات الفلاحين في 1848-1849 على مشاركين أكثر من الثورات الوطنية في هذه الفترة. والأهم من ذلك، أنهم نجحوا في الإلغاء النهائي للقنانة أو ما تبقى منها عبر الاتحاد الألماني، في الإمبراطورية النمساوية وبروسيا. كان زعيم حركة الفلاحين المناهضة للعبودية هو هانز كودليش، الذي تم تبجيله لاحقاً باسم بورنبفرير («محرر الفلاحين»).